# غريس تشابيلو
غريس تشابيلو (3 فبراير 1884-1971) ناشطة بريطانية في حق تصويت المرأة، وأصلها من إيزلينغتون في لندن في إنجلترا. كانت ناشطة متفانية في حق تصويت المرأة منذ عام 1909 على الأقل، وأصبحت عضوة في الاتحاد الاجتماعي والسياسي للمرأة في العشرينات من عمرها، وسُجنت في سجن هولواي لتحطيمها عددًا من النوافذ.

## النشأة: 1891-1903
ولدت في إيزلينغتون في لندن عام 1884، ووالداها جون ستيفن تشابيلو (محاسب قانوني) وإيميلي ماري إليزابيث تشابيلو. نشأت تشابيلو على الثراء إلى حد ما، إذ أُرسلت إلى مدرسة شمال لندن الجماعية، ومارست الغناء، وتلقت دروسًا في الغناء مع والدة جورج برنارد شو (لوسيندا إليزابيث شو)، التي كانت موسيقية بارعة وأصبحت ملكة الغناء في المدرسة في يناير 1886. كانت الدكتورة صوفي براينت مديرة مدرسة شمال لندن الجماعية عندما ارتادتها تشابيلو، لذا من الممكن أن تشابيلو اهتمت بسن مبكرة بحركة حق تصويت المرأة. كان لديها أيضًا أخ يُدعى كلود وكان يكبرها بأربع سنوات.
كان والدها قد ابتعد عن تشابيلو ووالدتها عندما بلغت السابعة عشرة (وكان شقيقها يعيش مع العائلة وفقًا لتعداد 1901) لكنه ظل متزوجًا من إميلي على الرغم من انفصالهما. أقامت تشابيلو في إيزلينغتون حتى عام 1910 على الأقل، حتى انتقلت ووالدتها إلى قرية نونسلي الصغيرة بالقرب من هاتفيلد بيفريل في إسيكس، حيث انخرطت تشابيلو بشكل واضح في حركة حق تصويت المرأة.

## 1912-الحرب العالمية الثانية
ألقت شرطة ويثام القبض على تشابيلو في نوفمبر 1912 بعد أن هاجم كلبها عميلًا سياسيًا. رفضت دفع الغرامة البالغة 14 شلنًا، وسُجنت لمدة أربعة عشر يومًا. وصف أحد المصادر الشفهية لاحقًا أنه كان «عميلًا محافظًا» ولكن لم يمكن إثبات ذلك على وجه اليقين.
انتقلت تشابيلو ووالدتها، ومعهما شقيقها كلود على الأرجح، إلى رامسدن هيث في إسيكس. لم يكن منزلهم مزودًا بمياه جارية، لذا اضطروا إلى استخدام بئر، وامتلكوا جهاز راديو بدلًا من التلفاز. أحبت تشابيلو أيضًا الطبيعة والحيوانات، وكان نباتية صارمة تبيع حليب الماعز وربّت ثلاثة عشر قطًا.

## أواخر حياتها
واصلت تشابيلو بيع حليب الماعز في وقت لاحق من حياها في رامسدن هيث، على الرغم من بيعه عبر دراجة ثلاثية العجلات مع صندوق في الخلف، إذ لم تعد قادرة على ركوب الدراجة. عُرفت محليًا باسم «سيدة الماعز» ولم تهتم حقًا بمظهرها ونادرًا ما غسلت شعرها. تركت مبلغًا كبيرًا من المال عندما ماتت والدتها، تبرعت به لقضايا الحيوانات. ظهرت غريس في مشروع «سنابينغ ذا ستيليتو» الذي كشف قصص نساء قويات من إسكس للمساعدة في تبديد الصورة النمطية السلبية «لفتيات إسكس».

## إيميلين بانكهرست وسيلفيا بانكهرست
أُلقي القبض على تشابيلو وسُجنت في هولواي عام 1912، وهرّبت كوب وسكين خارج السجن عند إطلاق سراحها. حصلت أيضًا على شهادة موقعة من إيميلين بانكيرست نيابة عن الاتحاد الاجتماعي والسياسي للمرأة، وشارة باب منزلق من سيلفيا. تتواجد هذه العناصر حاليًا في متحف تشيلمسفورد.